# Ligamento cruzado
Los ligamentos cruzados (también ligamentos cruciformes ) son pares de ligamentos dispuestos como una letra X. Se dan en varias articulaciones del cuerpo, como la articulación de la rodilla y la articulación atlanto-axoidea. De forma similar a las cuerdas de una escalera de Jacob de juguete, los ligamentos cruzados estabilizan la articulación al tiempo que permiten una gran amplitud de movimiento.

## Rodilla

### Estructura

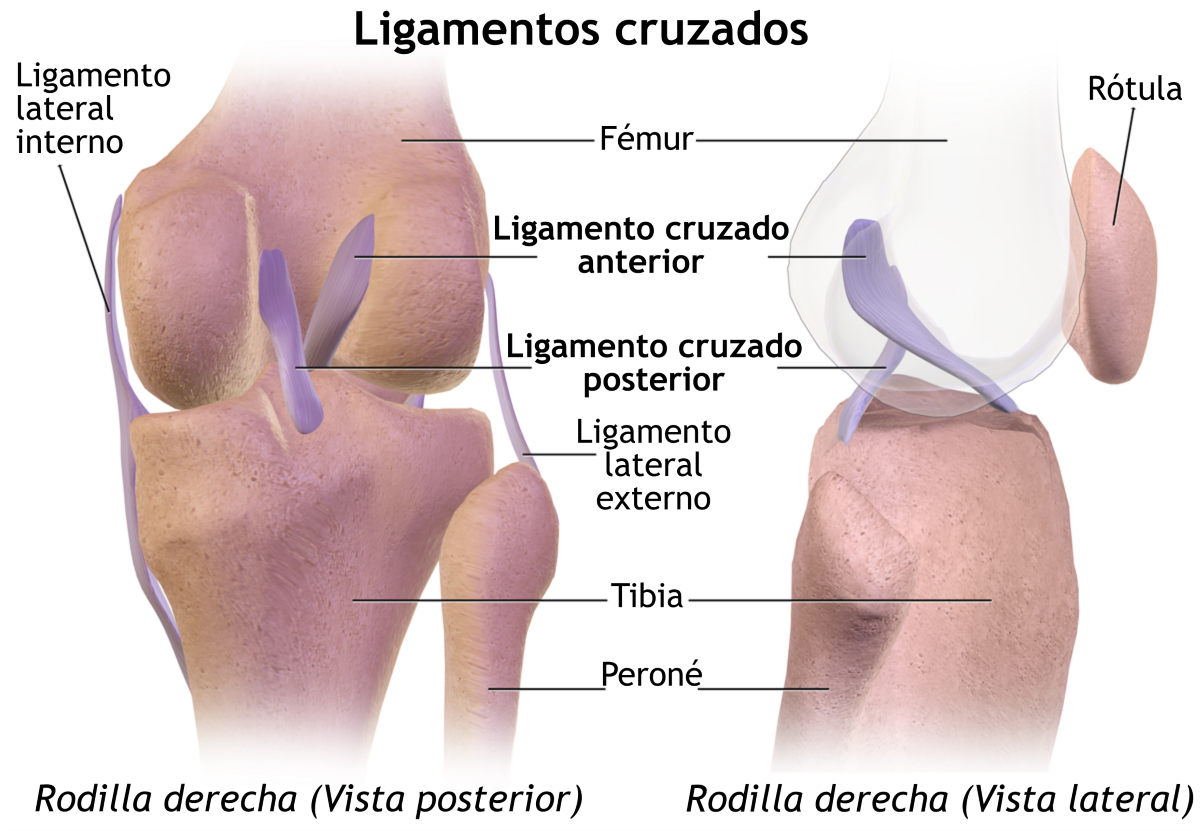
Ligamentos cruzados

Los ligamentos cruzados se encuentran en la rodilla de los seres humanos y otros animales bípedos y la rodilla correspondiente de los animales cuadrúpedos, y en el cuello, los dedos y el pie.
- Los ligamentos cruzados de la rodilla son el ligamento cruzado anterior (LCA) y el ligamento cruzado posterior (LCP). Estos ligamentos son dos bandas fuertes y redondeadas que se extienden desde la región proximal de la tibia hasta la muesca intercondílea del fémur. A nivel del fémur, el LCA es lateral y el LCP es medial. Se cruzan como las extremidades de una X. Reciben su nombre por su inserción en la tibia: el LCA tiene una unión más anterior, entre las espinas tibiales, mientras que el LCP se une a la cara posterior. El LCA y el LCP permanecen distintos en todo momento y cada uno tiene su propia vaina sinovial parcial. En relación con el fémur, el LCA evita que la tibia se deslice hacia adelante y el LCP evita que la tibia se deslice hacia atrás. Ambos colaboran en la estabilidad rotacional.
- Otra estructura de este tipo en la anatomía humana es el ligamento cruzado de la dorsal de la vértebra atlas, también llamado "ligamento cruciforme del atlas", un ligamento del cuello que forma parte de la articulación atlanto-axial.[2]
- En los dedos, los tendones flexores profundos y superficiales atraviesan un sistema de túneles fibroóseos -el mecanismo flexor- de ligamentos anulares y cruzados denominados poleas. Las poleas cruzadas sujetan los tendones flexores largos. El número y la extensión de estos ligamentos cruzados y anulares varían de un individuo a otro, pero normalmente se encuentran tres ligamentos cruzados y cuatro o cinco ligamentos anulares en cada dedo (normalmente denominados, por ejemplo, "polea A1" y "polea C1"). El pulgar tiene un sistema similar para su tendón flexor largo, pero con una única polea oblicua que sustituye a las poleas cruzadas de los dedos.[3]
- El pie humano tiene un ligamento crural cruzado, también conocido como retináculo extensor inferior del pie. El pie equino tiene un par de ligamentos sesamoideos distales cruzados en la articulación metacarpofalángica. Estos ligamentos se pueden ver mediante tomografía computarizada.[4]

### Significación clínica

#### Ruptura
La ruptura del ligamento cruzado anterior es una de las "enfermedades adquiridas más frecuentes de la articulación de la rodilla "  en humanos, perros y gatos; el traumatismo directo en la articulación es relativamente poco común y la edad parece ser un factor importante.
Las lesiones del ligamento cruzado son comunes en los animales, y en 2005 un estudio estimó que se gastaron $1.32 mil millones en los Estados Unidos en el tratamiento del ligamento cruzado craneal de los perros.

## Otras ubicaciones
- Ligamento cruzado del atlas

Ligamentos anular (A1-A5) y cruciforme (C0-C3) de la vaina tendinosa sobre los tendones flexores del dedo índice de la mano derecha.

- Ligamentos cruciformes de los dedos.

## Etimología
En la primera edición de la nomenclatura latina oficial (Nomina Anatomica, renombrada en 1998 como Terminologia Anatomica), se utilizó la expresión latina ligamenta cruciata, similar a la expresión ligamentos cruzados actualmente en uso en español. En latín clásico, el verbo cruciare se deriva de crux, que significa cruzar. Se llegó a considerar que cruzado era equivalente a en forma de cruz.